# Grigorij Savič Skovoroda
Grigorij Savič Skovoroda (ukrajinsko Григорій Савич Сковорода), ukrajinski pisatelj, pesnik, skladatelj, učitelj, filozof, teolog in poliglot, * 3. december 1722, Čornuhi, Rusko carstvo (danes Ukrajina),  † 9. november 1794, Ivanivka, Rusko carstvo (danes Skovorodinivka, Ukrajina).
Živel je življenje potujočega misleca, pogosto imenovan tudi sokratski način življenja. Zaradi tega in njegovega vpliva na sodobnike ter prihodnje generacije ga uvrščamo med sokratike.

## Življenje
Skorovoda se je 3. decembra 1722 rodil v majhno ukrajinsko družino v vasi Čornuhi, Lubnenski polk, Kozaški hetmanat, Rusko carstvo (današnja Poltavska oblast, Ukrajina), očetu Savke Skovorodi in mami Palažki.  Njegova mati naj bi bila delno krimsko tatarskega porekla, sorodnica nekdanjega vladarja Krimskega kanata, oče pa naj bi bil po nekaterih virih lokalni duhovnik.
S presledki se je izobraževal na Akademiji Kijev-Mogila (1734–1741, 1744–1745, 1751–1753), a šolanja ni dokončal. Pri devetnajstih letih (1741) je zapustil Kijev in se s pomočjo strica Ignatija Poltavtseva pridružil cesarskemu pevskemu zboru v Moskvi in na Sankt Peterburgu, na dvoru cesarice Elizabete Petrovne. 1744 se je v spremstvu cesarice vrnil v Kijev, kjer je bil razrešen svoje pozicije, da bi lahko nadaljeval izobraževanje na Akademiji. Med leti 1745 in 1750 je živel in delal v Kraljevini Ogrski, zaposlen kot glasbeni direktor ruske cesarske misije v Tokaju. V tem obdobju naj bi potoval tudi po drugih evropskih mestih, zagotovo je obiskal Dunaj in dežele okoli Tokaja.
Leta 1750 se je ponovno vrnil v Kijev, in do 1751 poučeval poetiko na semenišču v Pereјaslavu, 1754 pa je začel poučevati Vasilija Tomara, sina plemiča Stepana Tomara, v Kovraju. Po enem letu je pozicijo zapustil.  Po obisku Moskve, kjer mu je bilo ponujeno učiteljsko mesto tamkajšnjem semenišču (ki ga je zavrnil), se je vrnil nazaj k Tomarovim. Vasilija Tomara je poučeval do 1758. V tem času je napisal cikel 30 pesmi, z naslovom Sad bozhestvennykh pesnei. Od 1759 do 1769 je na Harkovskem semenišču poučeval etiko, poezijo, skladnjo in grščino. Tu je spoznal tudi kasnejšega dobrega prijatelja, Mihaila Kovalinskega, s katerim je veliko potoval in si dopisoval (njuna pisma in zapisi so pomemben vir informacij o Skorovodovem življenju in razmišljanju). Učenje je dokončno opustil leta 1769, saj ni prenašal zatiranja njegovega mišljenja ter dvoma nadrejenih o njegovih metodah poučevanja in idejah.
Preostanek življenja je preživel kot nomad, veliko se je gibal med samostani v vzhodni Ukrajini. Finančna in materialna podpora njegovih prijateljev mu je omogočila, da se je ukvarjal zgolj s pisanjem.
Pred smrtjo je živel na posestvu dobrega prijatelja Kovalinskega, v vasi Ivanivka. 6. novembra si je izbral mesto za grob in ga tudi sam izkopal. Tretji dan je po večerji rekel: »Prišel je moj čas,«, legel in umrl. Na njegovo prošnjo na nagrobniku piše: Svet me je poskušal ujeti, vendar ni uspel.
Umrl je 9. novembra 1792, vas Ivanovka pa se danes imenuje Skovorodinivka, v čast Skovorodi.

## Filozofija
V njegovih delih in pismih se prepletajo biblijski problemi s tistimi, ki so jih preučevali že Platon in stoiki.
Kot učitelj, je Skovoroda deloval podobno Sokratu, enako kot starogrški filozof je poučeval kjerkoli, kadarkoli in kogarkoli. S Sokratovim rekom »Spoznaj samega sebe,« je učil, da svojo poklicanost spoznaš s samospoznavanjem.
V večin svojih spisov opisuje moralistični nauk o pravičnem ali srečnem življenju. Njegova etika je tesno povezana z ontologijo (doktrino treh svetov), iz katere naj bi tudi izhajal. Skovoroda je posebno povezan s pojmom narave in njegovimi sinonimi, v njegovi interpretacije pojma lahko opazimo posledice različnih filozofskih konceptov. Najprej pojmuje naravo kot razodetje, potem govori o pojmovanju dveh narav – ustvarjene in ustvarjalne. To pojmovanje razlaga v kontekstu krščanske ideje o stvarstvu. Uporablja tudi Aristotelovo pojmovanje narave kot nečesa, kar izhaja iz nje same. Zasledimo lahko tudi sholastično pojmovanje narave. Včasih uporablja tudi dvojno razlago izraza "narava" – narava kot bistvo in narava kot volja. Kot skoraj vsak koncept Skovorodovih spisov ima tudi "narava" svojo slabost. Ko govori o naravi, uporablja veliko enakih besed in izrazov kot so volja, želja, naklonjenost. Tako pojem narava razlagan v smislu želje, postane etična kategorija. Skovoroda pravi: "Vse je prijetno z naklonom". Kjer obstaja naklonjenost je narava." Diskurz narave je tako neke vrste razprava o prehodu iz ontologije v etiko. V okviru etike lahko izraz narava uporabljamo kot "človeška narava", čeprav Skovoroda ne uporablja točno tega izraza. 
Kot najvišjo željo človeka je opredelil srečo. Trdil je, da sreče ne dosežemo z dejanji, temveč da se ta nahaja v duši in srcu. Pravi, da je biti srečen poznati samega sebe in da je sreča vrh samospoznavanja. Svetuje, da naj se človek na poti do sreče izogiba govoricam, sprejme samoto, ljubi revščino, se spoprijatelji s potrpljenjem, živi ponižno in za boga, je zvest, ponižen, vljuden. S sledenjem tem načelom posameznik v sebi odkrije t.i 'pravega človeka', izraz, ki ga Skovoroda uporablja za poduhovljeno osebo, katero vodi srce, je moralna.

## Dela
Pisal je v latinskem, grškem, ukrajinskem in ruskem jeziku. Vse njegove pesmi, basni, kompozicije in razmišljanja so bila objavljena po smrti. Prvič so bile objavljene leta 1798 v Sankt Peterburgu, v celotnem obsegu pa šele 1861, prav tako v Sankt Peterburgu. Večinoma so prepisana iz pisem njegovim prijateljem, največ M.I. Kovalinskemu. Napisal je cikel 30 pesmi, naslovljen Sad bozhestvennykh pesnei (Vrt božanskih pesmi), 30 basni v zbirki z naslovom Basni Har'kovskija (Harkovske basni). Iz latinščine in grščine je v ruščino prevajal dela Cicerona, Plutarha, Horacija, Ovidija in Mureta. Med njegova filozofska dela štejemo razpravo o krščanski morali in 12 dialogov, sicer pa je svoje filozofske ideje vključil tudi v ostala dela.
Marsikatere njegove pesmi in basni so danes pomembne del ukrajinske in tudi ruske folklore, pri čemer ga obe državi jemljeta za svojega.